# Peter Pane
Peter Pane is de naam van een Duitse restaurantketen, gericht op hamburgers, van Panecieus Gastro Systemzentrale. Het bedrijf is in 2016 opgericht in Lübeck door Patrick Junge, afkomstig uit een bakkersfamilie die meer dan 170 winkels in Noord-Duitsland exploiteert.

## Geschiedenis
In 2012 startte Junge als franchisenemer met de opening van restaurants van Hans im Glück, een burger-restaurant die een kleine revolutie teweeg bracht door het serveren van burgers in een full-service concept. In 2015 exploiteerde Junge als franchisenemer 12 filialen van de burgerketen Hans Im Glück en zegde de franchiseovereenkomst in 2015 op. Daarna richtte hij in 2016 in Lübeck de nieuwe keten op, waarna er van 2016 tot november 2018 leen lange rechtsstrijd liep tussen Paniceus Gastro en Hans im Glück. Het ging hierbij onder meer om plagiaat bij de inrichting van de restaurants en de opzegging van franchiseverdragen van Junge en andere franchisenemers van Hans im Glück.
Het succes van de keten is gebaseerd op een strategie met 3 punten: toplocaties voor de restaurants; vriendelijkheid van de medewerker en veel aandacht voor duurzaamheid van de gerechten en dranken. Zo wordt alleen vlees uit Duitsland bereid. De menukaart bestaat voornamelijk uit burgergerechten, maar in de toekomst zal dit worden uitgebreid met pizza's en pastagerechten.
In 2020 had de keten 40 restaurants in Duitsland en in Wenen in Oostenrijk waar hoogwaardige burgers worden verkocht. In 2019 werd een omzet behaald van 63 miljoen euro. Tijdens de lockdown in de Coronacrisis werden foodtrucks ingezet voor de verkoop van de burgers. De keten wil jaarlijks 8 tot 10 nieuwe filialen openen in steden vanaf 150.000 inwoners en drukbezochte toeristische plaatsen.